# (30854) 1991 VB
(30854) 1991 VB est un astéroïde de la ceinture principale aréocroiseur découvert en 1991.

## Description
(30854) 1991 VB a été découvert le 1er novembre 1991 à l'observatoire Palomar, situé au nord de San Diego en Californie, par Eleanor Francis Helin.

### Caractéristiques orbitales
L'orbite de cet astéroïde est caractérisée par un demi-grand axe de 2,24 ua, un périhélie de 1,32 ua, une excentricité de 0,41 et une inclinaison de 6,43° par rapport à l'écliptique. Du fait de ces caractéristiques, à savoir un demi-grand axe inférieur à 3,2 ua et un périhélie compris entre 1,3 et 1,666 ua, il croise l'orbite de Mars et est classé, selon la JPL Small-Body Database, comme astéroïde aréocroiseur (aréo venant de Arès).

### Caractéristiques physiques
(30854) 1991 VB a une magnitude absolue (H) de 17,3 et un albédo estimé à 0,134.